# Nikol Pashinián
Nikol Pashinián (en armenio: Նիկոլ Փաշինյան; Ijeván, 1 de junio de 1975) es un político armenio que se desempeña como primer ministro de Armenia desde el 8 de mayo de 2018.
Antes de dedicarse a la política era editor del periódico Haygagán Zhamanag. Posteriormente fue uno de los líderes del opositor Congreso Nacional Armenio, desempeñando un papel destacado en las protestas por el resultado de las elecciones presidenciales de 2008. Entre 2009 y 2011 permaneció arrestado bajo la acusación de desorden público, aunque el gobierno de Sargsián terminó amnistiándole. En 2012 pudo presentarse a los comicios y fue elegido miembro de la Asamblea Nacional de Armenia. Desde 2013 encabeza el movimiento liberal «Contrato Civil».
Pashinián ha liderado las protestas en Armenia de 2018 que conllevaron la dimisión de Serzh Sargsián y su posterior nombramiento como primer ministro. En su mandato tuvo que gestionar la pandemia de COVID-19 y la guerra del Alto Karabaj de 2020.

## Biografía
Nikol Pashinián nació el 1 de junio de 1975 en Ijeván (por entonces parte de la RSS de Armenia). Después de la independencia de Armenia se trasladó a Ereván para estudiar periodismo en la Universidad Estatal. Cuatro años más tarde fue expulsado del centro por su militancia política, aunque ello no le impidió trabajar en diversos diarios nacionales.
En 1999, mientras ejercía como redactor jefe del diario Oragir, fue condenado a un año de prisión por injurias contra la esposa del primer ministro, sin llegar a entrar en la cárcel. Ese mismo año estableció el periódico Haygagán Zhamanag (en inglés, The Armenian Times), cuya línea editorial denunciaba presuntos casos de corrupción y nepotismo del gobernante Partido Republicano de Armenia. Pashinián permaneció al frente de la cabecera hasta 2008, cuando delegó la responsabilidad en su esposa.
Pashinián sufrió un intento de atentado con coche bomba en 2004, del que se libró porque el artefacto había estallado mientras él seguía en la redacción.
Está casado con la también periodista Anna Hakobián y ha tenido cuatro hijos. 
El 1 de junio de 2020, Nikol Pashinián ha anunciado que él y su familia han dado positivo en la prueba del coronavirus.

## Trayectoria política
En las elecciones parlamentarias de 2007, Pashinián intentó forzar el proceso de destitución del presidente Robert Kocharián con una lista específica que él mismo lideró, y que obtuvo solo el 1,29 % de los votos. 
Un año más tarde apoyó la candidatura del expresidente Levón Ter-Petrosián para las presidenciales de 2008, a través del opositor Congreso Nacional Armenio (HAK). La victoria del oficialista Serzh Sargsián con mayoría absoluta motivó una denuncia por fraude electoral, así como numerosas protestas ciudadanas en la plaza de la Ópera de Ereván durante las siguientes dos semanas, en las que Pashinián fue uno de los rostros más visibles. La acción policial para disolverlas terminó con un saldo de 10 muertos y 200 heridos, la declaración del estado de emergencia y el arresto domiciliario de Petrosián entre otros opositores. Pashinián fue acusado de desorden público y se dictó una orden de búsqueda y captura contra él.
El dirigente permaneció escondido en el interior del país durante un año, hasta que en 2009 decidió entregarse a las autoridades. El Tribunal lo condenó en primera instancia a siete años de cárcel por su papel en el movimiento, si bien su pena fue rebajada a la mitad tras la apelación. Finalmente, y después de otra serie de protestas ciudadanas en Ereván, el presidente Serzh Sargsián lo liberó en 2011 a través de una amnistía.
Tras su puesta en libertad, Pashinián fue elegido diputado de la Asamblea Nacional de Armenia por el HAK en las elecciones parlamentarias de 2012. Un año después participó en la fundación del movimiento liberal Contrato Civil. De cara a las elecciones parlamentarias de 2017 lideró la coalición opositora «Yelk», que quedó tercera a nivel nacional (con el 7,78 % de los votos) y segunda en las municipales para la alcaldía de Ereván. Dicho movimiento fue apoyado por el ex primer ministro Aram Sargsián y el activista Edmón Marukián.

### Protestas en Armenia de 2018

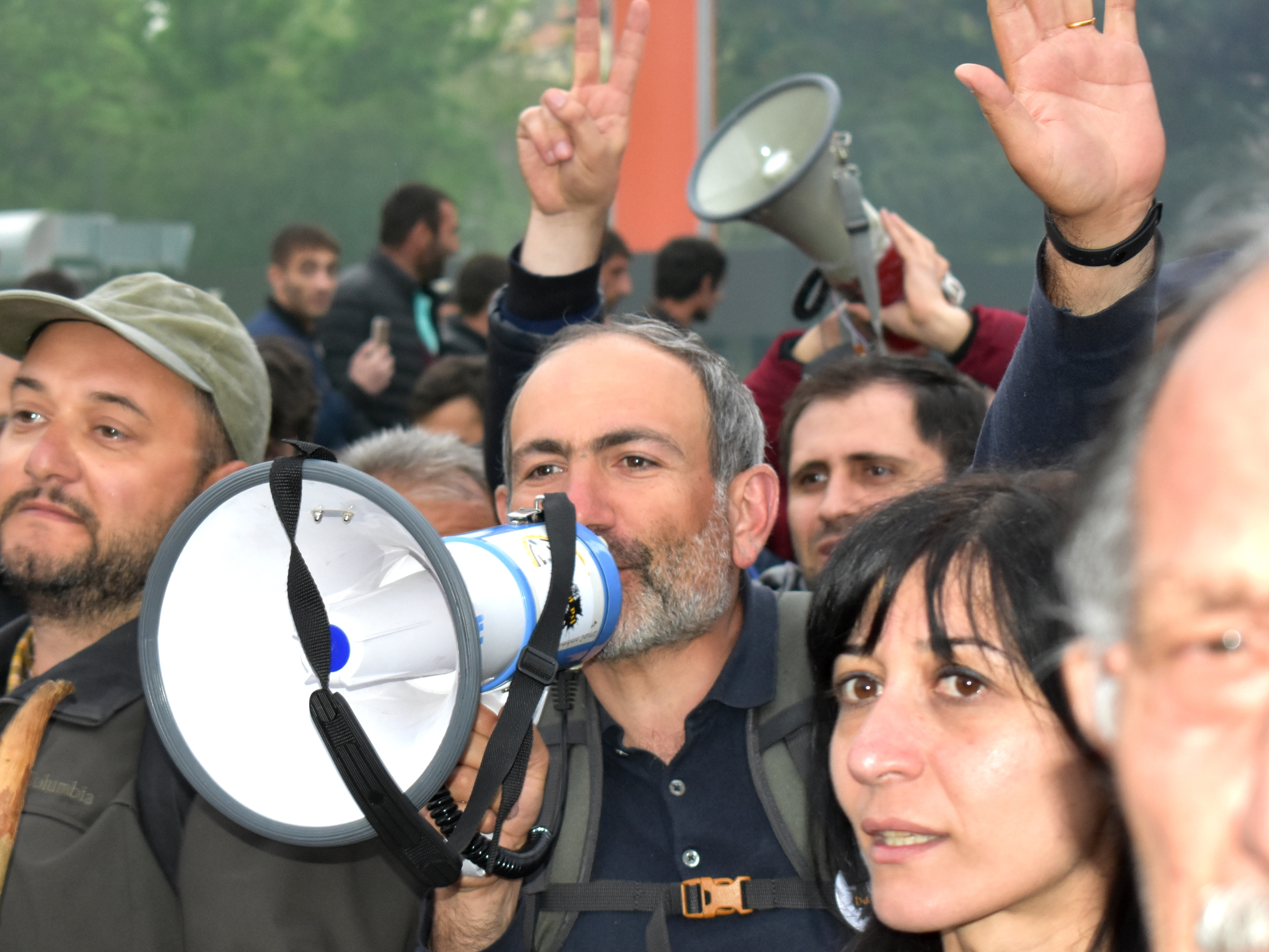
Pashinián durante las protestas en Armenia de 2018.

A comienzos de 2018 el presidente Serzh Sargsián, quien había agotado su mandato como jefe de Estado, quiso mantenerse en el poder a través de su nombramiento como primer ministro, cargo que él mismo había reforzado con una reforma constitucional para otorgarle poderes ejecutivos. La operación conllevó una serie de protestas ciudadanas en todo el país, encabezadas por Nikol Pashinián como líder de la oposición en la Asamblea Nacional, en las que se llamó a la desobediencia civil para denunciar la situación política, la corrupción institucional, la falta de rendición de cuentas y las escasas oportunidades de la sociedad armenia. Y si bien Sargsián fue nombrado primer ministro el 17 de abril, tuvo que dimitir seis días después por el éxito de las movilizaciones civiles.
Pashinián negoció su nombramiento como primer ministro de transición, con el objetivo de encauzar una serie de reformas democráticas y económicas. A pesar del rechazo inicial por parte de algunos miembros del Partido Republicano, el 8 de mayo obtuvo los votos necesarios en la Asamblea Nacional para ser nombrado primer ministro de Armenia.

### Primer ministro
Pashinián es el actual primer ministro de Armenia desde el 8 de mayo de 2018. Su primer acto oficial fue un viaje a Stepanakert, en el Alto Karabaj, para celebrar el aniversario de la captura de Shusha y el Día de la Victoria. A la semana siguiente viajó hasta Rusia para reunirse con el presidente Vladímir Putin.
Una de sus primeras decisiones fue convocar elecciones parlamentarias para diciembre de 2018. El mandatario encabezó la coalición electoral «Alianza Mis Pasos», que obtuvo mayoría absoluta con 88 de los 132 escaños de la Asamblea Nacional. El nuevo gobierno juró el cargo el 14 de enero de 2019 con un gabinete reducido a doce ministros.
El mandato de Pashinián estuvo marcado por el desarrollo de un plan de reformas económicas ante la crisis del país, la renovación del sistema político armenio, una revisión de las relaciones internacionales con Rusia, y la proximidad del juicio sobre el expresidente Robert Kocharián. En 2020 tuvo que gestionar la evolución de la pandemia de COVID-19; Pashinián y su familia superaron la enfermedad sin síntomas en junio del mismo año.

#### Segunda guerra del Alto Karabaj
El 27 de septiembre de 2020 se produjo el estallido de la guerra del Alto Karabaj con Azerbaiyán, dentro del conflicto crónico que ambos estados han mantenido por esa región. En respuesta a la ofensiva terrestre azerí, el gobierno armenio declaró la ley marcial y la movilización total de la población. Después de que el ejército azerí capturase varios enclaves de la autoproclamada República de Artsaj, entre ellos la ciudad de Shusha, el 9 de octubre el gobierno armenio firmó un acuerdo de paz por mediación de Rusia en el que se reconocía la pérdida de territorios ante Azerbaiyán, así como dos corredores humanitarios supervisados por el ejército ruso: uno en Lachín entre Armenia y Artsaj, y otro al sur del país entre Azerbaiyán y Najicheván. El acuerdo conllevó disturbios en Ereván y un asalto al parlamento por parte de ciudadanos que lo consideraron una «traición». Por su parte, Pashinián aseguró que el texto era «increíblemente doloroso» pero necesario con base en un análisis de la situación militar, con las tropas azerís a escasos kilómetros de Stepanakert y más de 1300 bajas en el bando armenio. La crisis política se agravó en febrero de 2021, después de que cuarenta miembros del estamento militar, entre ellos el jefe del Estado Mayor de las Fuerzas Armadas, Onik Gasparián, le reclamaron en una carta abierta su dimisión. Pashinián consideró que esa petición era un «golpe de Estado encubierto» y cesó del cargo a Gasparián, pero en abril de 2021 presentó su renuncia para convocar elecciones parlamentarias anticipadas, manteniéndose como primer ministro en funciones.

#### Reelección en 2021
En los comicios adelantados del 20 de junio de 2021, el partido de Pashinián obtuvo mayoría absoluta con un 53,9% de los votos en la primera vuelta, a gran distancia de dos formaciones lideradas por expresidentes: la Alianza Armenia de Robert Kocharián y la Alianza Tengo Honor de Serzh Sargsián. Este triunfo fue interpretado por la prensa internacional como un respaldo a las reformas económicas y sociales de Pashinián.